# 牙刀
牙刀（がとう）は、SNK（SNKプレイモア）の対戦型格闘ゲーム『餓狼 MARK OF THE WOLVES』などに登場する架空の人物。

## 概要
他者を寄せ付けない鋭い眼光を持った寡黙な拳法家。非情な性格で、常に高圧的な態度をとる。
実母を実父に殺害され、その仇を討たんとその拳を磨いた。『餓狼 MARK OF THE WOLVES』（以下『餓狼MOW』と表記）のエンディングではカイン・R・ハインラインに止めを差そうとした際に突如現れた父に不意打ちされ、一時は失明の危機に遭う。
『餓狼伝説 City of the Wolves』（以下『餓狼CotW』と表記）にて現在は「見える」程度まで回復した。しかし「見る」事が返って自身の動きを鈍らせてる事に気付き、今は意図的に暗闇の中で戦う事を選んでいる。新たなKOF開催を聞き、父である牙王を討つため牙刀は修羅へと足を踏み入れる。
双葉ほたるの兄だが、牙刀自身は頑なに否定しており、作中での明言はされていない。今までほたると兄にしか懐かなかったはずの兄のペット・イトカツが牙刀に好意的な態度を示したことなどから、ほたるは確信を持っている（なお、ほたるは母の死の真実については何も知らない）。

### 客演作品
『ザ・キング・オブ・ファイターズ』（以下『KOF』と表記）シリーズでは、『KOF2003』でビリー・カーンと山崎竜二とともにアウトローチームを結成して、『KOF XI』でB.ジェニーとグリフォンマスクとともに餓狼MOWチームを結成した。
『KOF』シリーズでも牙刀の父親の行方はわからずじまいであるが、『KOF2003』のアウトローチームのストーリーにおけるハワード財団の調査によると、サウスタウンに潜伏しているらしい。龍虎チームのエンディングでは、タクマ・サカザキが謎の人物による闇討ちを受け、『KOF XI』のストーリーでジェニーとの会話によると闇討ちしたのは牙刀の父ではないかという可能性が示唆されている。
『KOF XI』の餓狼MOWチームのエンディングにはほたるが登場するが、ストーリー上では二人が顔を合わせる事はない（ただし、同作のPlayStation 2版でほたるが追加キャラクターとして登場している）。
『KOF XV』ではDLCとしてロック・ハワードとB.ジェニーとともに餓狼MotWチームの一員として再登場する。
『Days of Memories 〜世界で一番熱い冬〜』では、生徒に鉄拳制裁を与えるスパルタ教師として登場する。

## 技の解説

### 通常投げ
大遠心（だいえんしん）
相手を持ち上げて反対方向に投げ捨てる。
断絶腿（だんぜつたい）
足を相手の胸元に引っ掛けて持ち上げ、地面に叩き付ける。

### 必殺技
震牙（しんが）
震脚を踏みながら、掌底を突き出す。
突牙（とつが）
掌底からさらにステップして拳を突き込む。技名は『餓狼MOW』時点では存在せず、『KOF』シリーズで初めて登場している。

雷牙（らいが）
膝蹴りから飛び上がりつつ蹴りを連打していく対空技。強のみ最後に捻り下ろす形の回し蹴りを決める。ブレーキング対応。
『KOF』シリーズでは、『KOF XI』まで削除されていたが、『KOF XV』で復活。
風牙（ふうが）
その場で震脚を踏んで飛び上がり、その後の追加入力で様々な攻撃を行う技。最初の震脚にも攻撃判定がある。
孔牙（こうが）
空中から気を放ち攻撃する。飛び道具ではなく、斜め下の地面に攻撃判定が発生する。
『餓狼MOW』では「風牙」からこの技を素早く入力すると飛び上がらなくなり、すぐにニュートラル状態になる裏技があり、「風キャン」と呼ばれている。
旋牙（せんが）
空中で上段後ろ回し蹴りを決める。
弓牙（きゅうが）
空中から斜め下に急降下蹴り。
滑牙（かつが）
空中で技を繰り出さずに着地して、スライディングキックを決める。

裏風牙（うらふうが）
『KOF』で追加された「風牙」のバージョン違い。こちらは『KOF2003』では震脚に攻撃判定はないが、『KOF XI』では攻撃判定がついた。
瞬牙（しゅんが）
空中で後ろに気を放ち、その反動で高速移動する。
応牙（おうが）
空中で相手の攻撃を受け止めて反撃する当て身打ち技。
無牙（むが）
首の上に乗りあがり、両脚で相手を捕まえて投げ飛ばす技。
朧牙（ろうが）
着地後に自分は飛び退きつつ、「滑牙」で攻撃する残像のようなものが現れるフェイント技。

崩山砕壁牙（ほうざんさいへきが）
相手の攻撃を受け止めると懐に飛び込み、頭突きで打ち上げる当て身打ち技。
『KOF』ではガードキャンセルふっ飛ばしの動作として使われている。

### T.O.P.アタック
猛虎硬爬山（もうここうはざん）
ゆっくりと踏み込みながら掌底を打ち込む。
『KOF』では交代攻撃・地上ふっ飛ばし攻撃の動作として使われている。

### 超必殺技&潜在能力
零牙（ぜろきば）
「震牙」と同じ動作で攻撃して、吹き飛んだ相手を追って飛び込み捕まえると首の上に乗りあがり、両足で締めて捻る。潜在能力版はさらに大きく後ろに跳び、高空から相手を地面に叩き付ける。
龍牙（たつきば）
気を纏った蹴りで真上に飛んでいく対空系の技。潜在能力版では錐揉み式の飛び蹴りになる。
天龍烈牙（てんりゅうれつが）
『餓狼MOW』では潜在能力、『KOF』では『KOF XI』までのリーダー超必殺技として使用する。頭突きから両腕を前後に広げての掌底（打開）、「猛虎硬爬山」を決めていく三連入力技。他の超必殺技や潜在能力と違い、暗転演出は三段目が発生した時に入る。攻撃をヒットさせないと連続入力は出来ない（『KOF2003』のみ空振り時でも繰り出せる）。
絶招・螺弾衝弓牙（ぜっしょう・らだんしょうきゅうが）
『KOF XV』で追加されたCLIMAX超必殺技。箭疾歩を放ち、ヒットすると相手を打ち上げて画面を往復するように連続で跳び蹴りを放ってから空中で蹴り落とす。

## 登場作品
- 餓狼 MARK OF THE WOLVES
- THE KING OF FIGHTERS 2003
- THE KING OF FIGHTERS XI
- THE KING OF FIGHTERS XV

## 担当声優
- 石井康嗣（『餓狼MOW』、『KOF2003』、『KOF XI』)
- 山口湧允（『KOF XV』[2]、『餓狼CotW』）

## 関連人物
- 双葉ほたる - 実妹だが、彼女を否定している。
- 牙王 - 実父。
- カイン・R・ハインライン - 牙刀の父（＝牙王）が興味を持った人物。
- グラント - 母を殺した真犯人。
- ビリー・カーン - 『KOF 2003』のチームメイト。
- 山崎竜二 - 『KOF 2003』のチームメイト（『餓狼伝説』本編では認識なし）。
- B.ジェニー - 『KOF XI』『KOF XV』のチームメイト。
- グリフォンマスク - 『KOF XI』のチームメイト。
- ロック・ハワード - 『KOF XV』のチームメイト。
- ギース・ハワード - 『KOF2003』では出場を依頼（『餓狼伝説』本編では認識なし）。